# IRIS-T SLM
IRIS-T SLM (anglicky: Infra Red Imaging System Tail/Thrust Vector-Controlled Surface Launched Medium Range) je systém protivzdušné obrany vyvinutý německou společností Diehl Defence. Je schopen zasáhnout velké množství druhů cílů, kromě pilotovaných letounů a vrtulníků i drony, střely s plochou dráhou letu a dokonce některé typy balistických raket.

## Vývoj

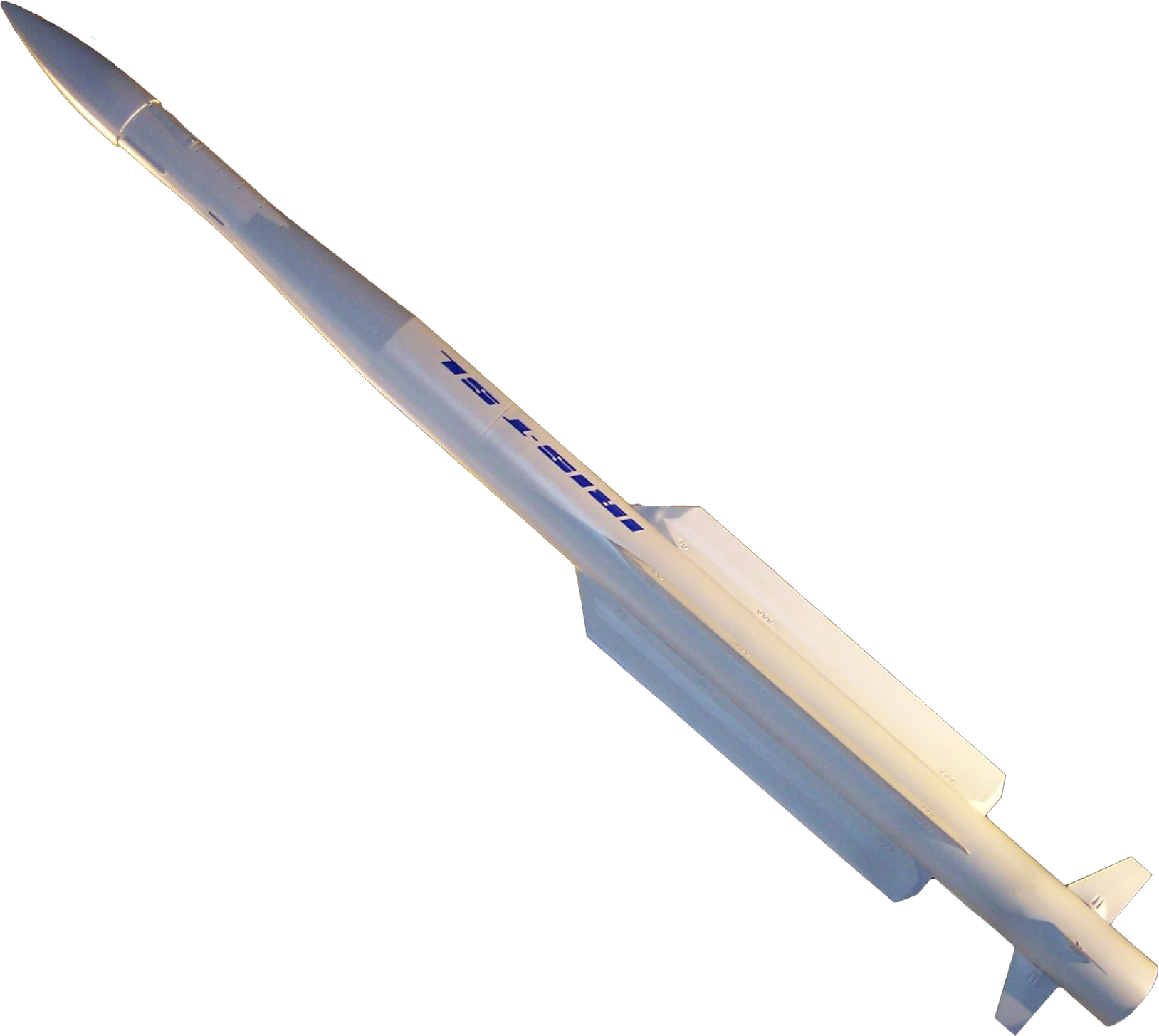
Řízená střela IRIS-T SL

Vývoj nového systému protivzdušné obrany středního dosahu pro Bundeswehr začal v roce 2007, kdy výrobce navrhl na základě požadavků daných německou armádou systém protivzdušné obrany využívající střely vzduch-vzduch IRIS-T. Zkoušky prvního prototypu ve verzi SL proběhly v prosinci 2012, kdy systém měl zasáhnout dron, v lednu 2014 pak začaly zkoušky verze SLM, jež skončily o rok později.
Od té doby se systém dostal do výzbroje egyptské, švédské, německé a ukrajinské armády, kde je od počátku v každodenním ostrém nasazení během ruské invaze na Ukrajinu.

## Design

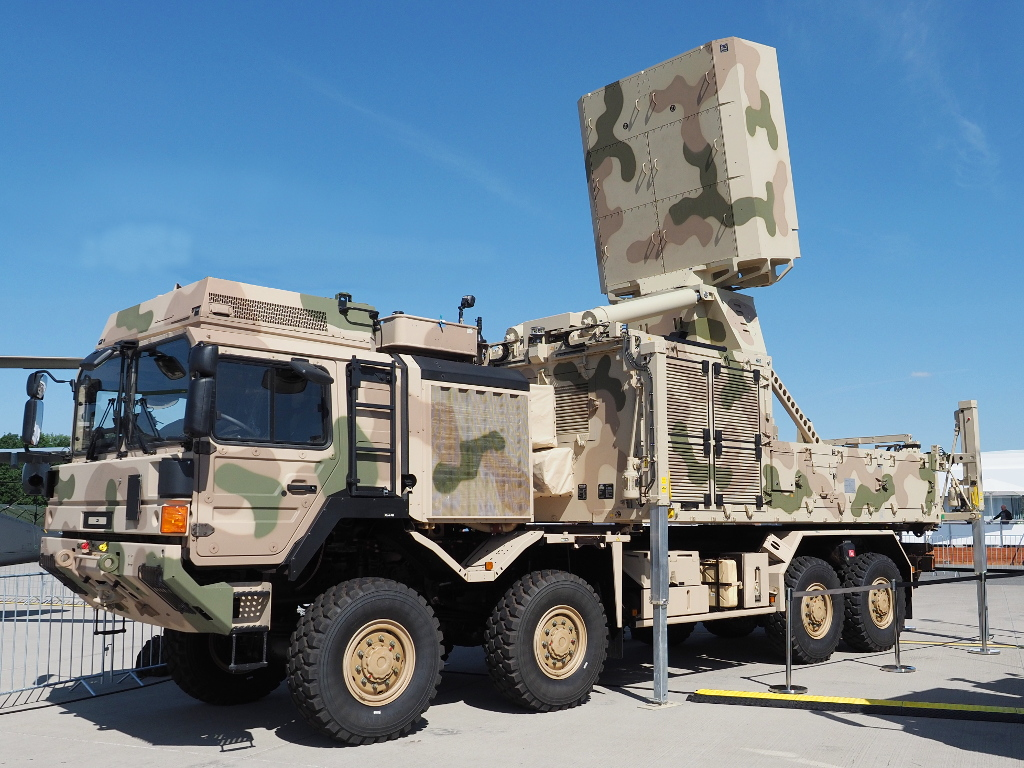
Vozidlo s radarem TRML-4D

Systém mohou tvořit různé konfigurace prvků. Jeho základem je řízená střela IRIS-T SL, která oproti své letecké verzi raketový motor o větším průměru a infračervený senzor po většinu letu krytý aerodynamickým krytem. Vektorování tahu motoru ji dává vysokou agilitu. Střela má také vlastní inerciální a satelitní navigaci. Střela má dálkový dosah 40 km a výškový dosah 20 km. Během startu a letu dostává přes datalink pokyny od pozemního radaru. Před zásahem odhodí aerodynamický kryt a začne se navádět sama. Střela je uložena v kontejneru vyztuženém skelnými vlákny.
Odpalovací vozidlo nese osm kontejnerů se střelami IRIS-T SL. Může využívat různé pásové i kolové platformy. Do systému lze zapojit i radary a další senzory, místo velení a řízení palby, podpůrná vozidla.

## Uživatelé

### Současní

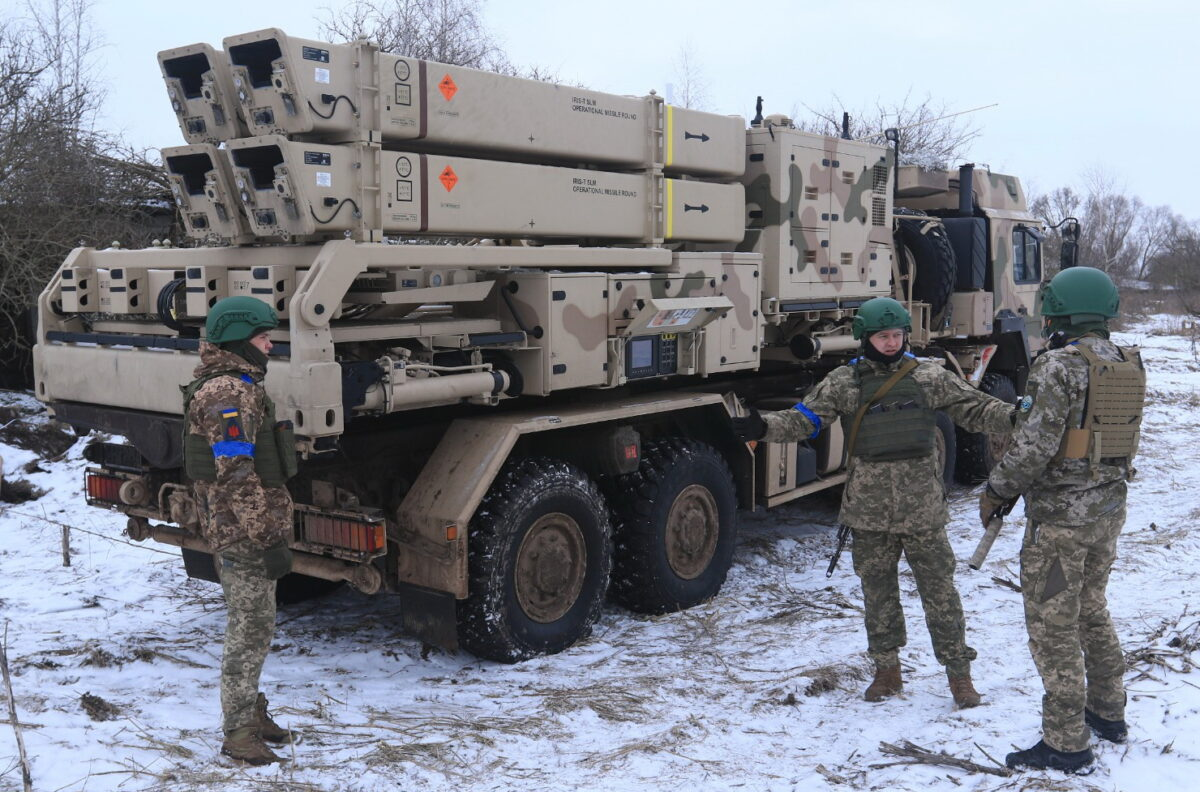
Ukrajinské odpalovací vozidlo systému IRIS-T SLM

- Egypt - v září 2018 schválil kabinet Angely Merkelové export 7 systémů ve verzi SLM. V prosinci 2021 došlo ke schválení prodeje dalších 10 systémů verze IRIS-T SLX a 6 ks IRIS-T SLS.[4][5]
- Švédsko - první systémy IRIS-T SLS dodány v roce 2019, nesou zde označení RBS 98.

- Ukrajina - po invazi na Ukrajinu v únoru 2022 padlo rozhodnutí německé vlády kancléře Scholze darovat napadenému státu první baterii verze SLM,[1]tento počet byl posléze navýšen na 12 kompletních baterií verze SLM a 24 odpalovacích zařízení verze SLS.[6] V březnu 2025 německé ministerstvo obrany přislíbilo dodávku dalších 4 kompletních systémů, není však jasné, jaké verze.[7] Dne 14. října 2022 velitelství Ukrajinského letectva oznámilo zahájení operačního nasazení prvního kompletu (o 3 odpalovacích zařízeních).[8][9] K dubnu 2025 bylo dodáno 6 baterií SLM a 12 odpalovacích zařízení SLS.[10][11]
- Německo - V červnu 2023 Německo objednalo 6 baterií systému IRIS-T SLM, první baterie dosáhla počátečních operačních schopností v září 2024. Všechny baterie budou dodány do konce roku 2027.[12][13]

### Potenciální
- Estonsko - v květnu 2023 zahájila země jednání se společností Diehl Defence o možném nákupu IRIS-T SLM.
- Lotyšsko - stejně jako Estonsko zvažuje akvizici systémů PVO IRIS-T SLM.[14]